# Cầu Hùng Vương
Cầu Hùng Vương là một cây cầu bắc qua sông Đà Rằng (sông Ba) tại thành phố Tuy Hòa, tỉnh Phú Yên, Việt Nam.
Đây là một trong bốn cây cầu bắc qua hạ lưu sông Ba thuộc thành phố Tuy Hòa. Cầu nằm trên tuyến đường ven biển kết nối từ trung tâm thành phố Tuy Hòa đến cảng biển Vũng Rô.
Cầu có chiều dài 1.280 m với 32 nhịp, chiều rộng là 18 m, đáp ứng bốn làn xe cơ giới.
Công trình có tổng mức đầu tư là 477 tỷ đồng, được khởi công vào 11 tháng 1 năm 2006 và khánh thành ngày 31 tháng 3 năm 2011.